# Maurice Rosenthal
Maurice Rosenthal   (Lviv, 18 de desembre de 1862 - Nova York, 3 de setembre de 1946) fou un pianista austríac.
Començà l'estudi de la música als vuit anys i després fou deixeble de Joseffy a Viena i de Liszt a Weimar. Ensems estudià filosofia i estètica musical a la Universitat de Viena. Des dels tretze anys es presentà en públic com a concertista interpretant obres de Beethoven i de Chopin. El 1878 va romandre a París, on aconseguí grans èxits.
A partir de llavors viatjà per Europa i Amèrica durant els quals va confirmar arreu els triomfs aconseguits des del principi de la seva carrera artística. Rosenthal es va distingir especialment per la seva formidable tècnica, que li permetia executar amb igual facilitat les obres més diverses. El 1930 va donar diversos concerts a Madrid i Barcelona on assolí molt d'èxit.
Va escriure algunes composicions, de més valor pianístic que melòdic.
Entre els seus deixebles famosos s'hi troben Julius Prüwer, director d'orquestra, Charles Rosen, pianista i musicòleg, i Robert Goldsand (1911-1991), intèrpret i professor de l'Escola de Música de Manhattan.